# Juan Facundo Sidro Vilarroig
Fray Juan Facundo Sidro Vilarroig (a veces escrito Villarroig, probablemente porque en algunas de sus obras aparece su apellido en latín como Villarrogius), fue un erudito sacerdote agustino, catedrático de Matemáticas, de Teología y de Hebreo, que vivió entre los siglos XVIII y XIX.

## Biografía
Felipe Sidro Vilarroig nació en Castellón de la Plana el 7 de agosto de 1748. Ingresó en la Orden de San Agustín cambiando su nombre por el de Juan Facundo. En 1776, participando del Capítulo General de los Agustinos en Roma, sería nombrado provincial para Aragón.
En 1768 obtuvo la Cátedra en Matemáticas en la Facultad de Artes de Valencia. Siendo doctor en Teología, obtuvo la cátedra de la misma disciplina en la Universidad de Valencia en 1775. Fue nombrado académico de honor en la Real Academia de Bellas Artes de San Carlos (Valencia) el 27 de mayo de 1804. Además, fue cronista de Valencia.
Falleció en Rocafort (Valencia) el 15 de junio de 1816.

## Obras
Escribió algunas obras de filosofía y teología, como el Ars vere philosophandi, sive logica rationalis, verbalis, and experimentalis (Murcia, 1784) o Elementa Philosophiae (el primer tomo, de lógica, publicado en Valencia en 1815); o como la magna Academia Valentina Theologi primarii Institutionum Christianae Theologicae libri Viginti (Valencia, 1782-1788, en 4 volúmenes), un compendio de la teología para los jóvenes.
Otras obras afrontan algunos asuntos de su orden en cuanto provincial de Aragón, como el plan de estudios para dicha provincia (publicado Barcelona, 1790). 
Se publicaron también algunas de sus intervenciones en la Academia Valenciana, como el discurso fúnebre en honor de D. Francisco Pérez Bayer (Valencia, 1797).
Por último, tiene algunas obras de carácter político como el Sermón de acción de gracias por la feliz proclamación de nuestro Monarca, Don Carlos IV (Murcia, 1789), o la Memoria de los regocijos públicos que en obsequio del Rey Nuestro Señor D. Fernándo VII, en su tránsito por esta capital, dispensó la muy noble, leal y fidelísima ciudad de Valencia (Valencia, 1814). Pero tal vez la más conocida de sus obras y la más polémica sea El Fraile en las Cortes. Resentimiento sobre la sesión de las Cortes de 18 de setiembre de 1812 (Alicante, 1813).